# Diphyus ligatorius
Diphyus ligatorius är en stekelart som först beskrevs av Berthoumieu 1896.  Diphyus ligatorius ingår i släktet Diphyus och familjen brokparasitsteklar. Inga underarter finns listade i Catalogue of Life.